# William Christopher
William Christopher (20. října 1932, Evanston, Illinois – 31. prosince 2016, Pasadena, Kalifornie) byl americký herec, nejvíce známý ze sitkomu Gomer Pyle, U.S.M.C. z let 1965 až 1968 a jako otec John Francis Patrick Mulcahy v televizním seriálu M*A*S*H z let 1972 až 1983 a jeho pokračování M*A*S*H – Co bylo potom z let 1983 až 1985).

## Biografie
Narodil se v Evanstonu (Illinois), byl přímým potomkem Paula Revera. Mládí prožil v několika severních předměstích Chicaga, včetně Winnetka, kde navštěvoval New Trier High School. Absolvoval Wesleyan University ve městě Middletown (Connecticut) v oboru drama se zaměřením na řeckou literaturu. Během studií se věnoval sportovnímu šermu, socceru a pěveckému sboru „Glee club“, byl zakládajícím členem bratrstva Sigma Chi. Se svou budoucí manželkou Barbarou měli rande naslepo. Vzali se v roce 1957 a pár adoptoval dva syny, Johna a Neda. Hercem je i jeho vnuk Gage.

## Kariéra

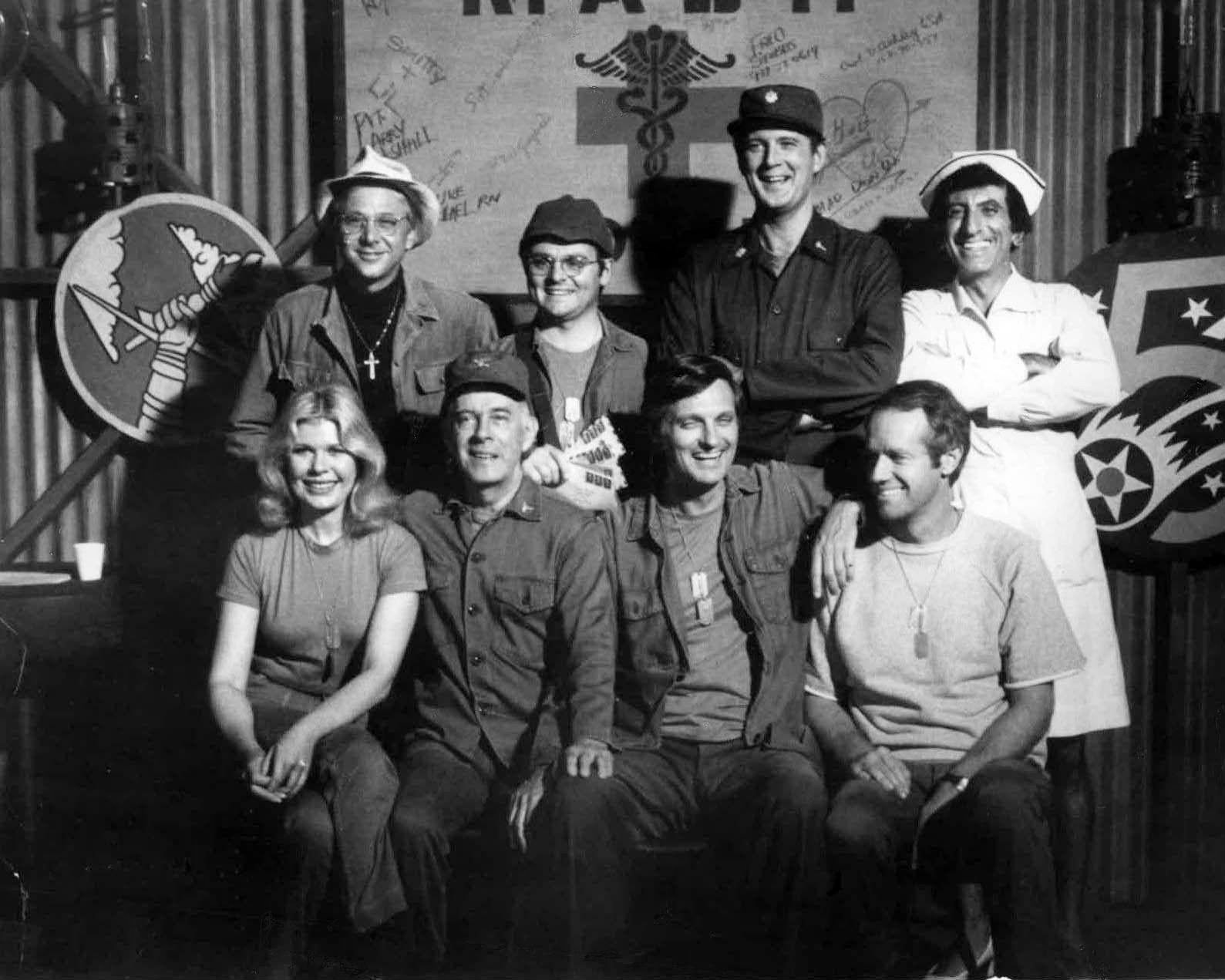
Christopher (vlevo vzadu) jako otec Mulcahy v roce 1977 v seriálu M*A*S*H

Přestěhoval do New Yorku a objevoval se v různých regionálních produkcích, později v řadě off-broadwayských produkcí. Jeho debut na Broadwayi přišel v britské revue Beyond the Fringe, kde působil po boku Petera Cooka a Dudley Moora.
Opustil New York a odešel do Hollywoodu, aby se pokusil získat práci v televizi, kde hostoval v několika dobře známých sériích, včetně The Andy Griffith Show, Death Valley Days, The Patty Duke Show a The Men from Shiloh. Několikrát se objevil v sitkomu Hogan's Heroes, opakovaně hrál v Gomer Pyle, U.S.M.C. a That Girl. V roce 1972 získal roli otce Mulcahy v televizním seriálu M*A*S*H, když herec, který byl poprvé obsazen role, George Morgan, byl nahrazen po vystoupení v pilotní epizodě. Bezprostředně po M*A*S*H pokračoval v roli v dvouletém pokračování M*A*S*H – Co bylo potom.
V celovečerních filmech hrál v The Fortune Cookie, The Private Navy of Sgt. O'Farrell, The Shakiest Gun in the West, With Six You Get Eggroll a Hearts of the West. Měl role v televizních filmech včetně The Movie Maker, The Perils of Pauline a For the Love of it. With Six You Get Eggroll je významná pro fanoušky M*A*S*H, hrál zde s Jamie Farrem pět let před tím, než si spolu zahráli v seriálu.
Poté, co získal pozornost za M*A*S*H, se objevil v různých jiných televizních seriálech, včetně Good Times (jako vojenský lékař J. J. Evans), To je vražda, napsala, a vícekrát hostoval v The Love Boat. V roce 1998 hostoval v roli kněze v epizodě Mad About You. Byl aktivní v divadle, včetně turné po Spojených státech v polovině 90. let s Farrem s hrou Neila Simona The Odd Couple. V roce 2008–09 on cestoval s Church Basement Ladies.

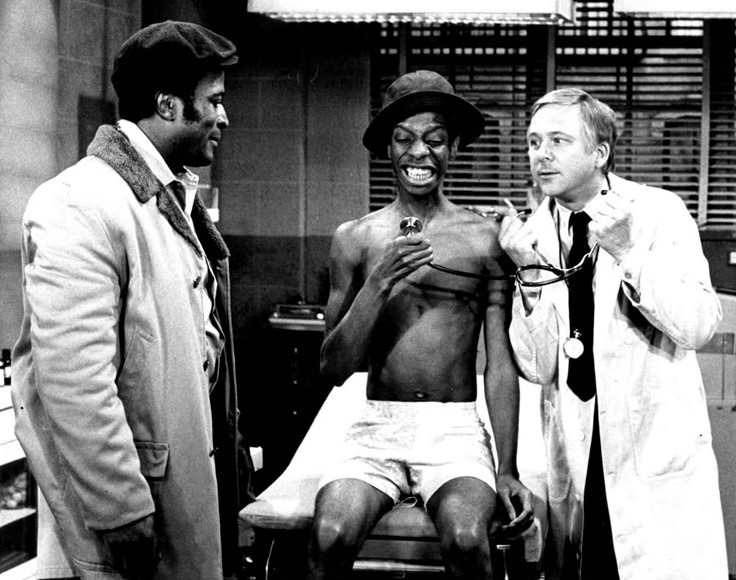
Christopher (vpravo) jako armádní lékař v epizodě Good Times

## Charita
Christopher, jehož syn Ned je autista, věnoval velkou část svého volného času National Autistic Society, pracoval v sociální reklamě upozorňující na autismus. V roce 1985 se svojí manželkou Barbarou napsali „Mixed Blessings“, knihu o svých zkušenostech s výchovou Neda.

## Smrt
Zemřel ve svém domě v Pasadeně (Kalifornie) dne 31. prosince 2016. Podle jeho syna Johna 84letý herec zemřel v důsledku karcinomu malých buněk. Podle jeho newyorského agenta Roberta Malcolma mu byla diagnostikována rakovina asi o 18 měsíců dříve.